# Emblema nacional de Italia
El emblema de Italia fue adoptado oficialmente en 1948, el diseño inicial fue realizado por Paolo Paschetto, ganador del concurso público celebrado entre 1946 y 1947 para elegir un nuevo escudo o emblema que sustituyera a las antiguas armas reales, ya que se había proclamado la República Italiana dos años antes.
Este emblema fue aprobado por la Asamblea Constituyente de la República Italiana el 31 de enero de 1948 y promulgado por el presidente Enrico De Nicola el 5 de mayo de aquel año, mediante el decreto legislativo número 535.
Se compone de una estrella blanca de cinco puntas con borde rojo, la Stella d'Italia (Estrella de Italia), el símbolo de identidad más antiguo de Italia. La estrella se encuentra ubicada sobre una rueda dentada que simboliza el trabajo y el progreso. El conjunto está rodeado por una corona formada por una rama de olivo (a la izquierda) en alusión a la voluntad de paz de la nación y una rama de roble (a la derecha) como representación de la fuerza y dignidad del pueblo italiano. Las dos ramas se encuentran unidas por una cinta roja con el nombre repvbblica italiana (‘República Italiana’) escrita en letras blancas.
Aunque cumple las mismas funciones representativas que un escudo heráldico es un emblema, puesto que no sigue las reglas heráldicas.

## Reino napoleónico de Italia
El Reino de Italia (1805-1814) era un Estado títere de Francia fundado en el norte de Italia por Napoleón Bonaparte, emperador de los franceses en 1805. Tenía un escudo de armas peculiar, formado por las armas de la Casa de Bonaparte aumentadas por cargas de varias regiones italianas. Cuando Napoleón abdicó de los tronos de Francia e Italia en 1814, las antiguas monarquías se restablecieron gradualmente y, tras el Tratado de París de 1814, el Imperio austríaco anexó la grupa. El escudo de la Italia napoleónica consistió en un escudo cortado y terciado en palo, en el que figuraron los escudos de algunos territorios que quedaron integrados en el Reino de Italia, establecido por Napoleón en 1805: 
- En el primer cuartel, por los Estados Pontificios, el conopeo y las llaves de San Pedro.
- En el segundo, por Venecia, el León, símbolo de San Marcos, modificado ya que aparece representado portando un gorro frigio.
- En el tercero, por Módena, un águila blanca que fue símbolo de la Casa de Este.
- En el cuarto, por Piamonte, una cruz de plata (color blanco) en un campo de gules (fondo rojo) diferenciado con un lambel de tres pendientes de azur y cargado con una torre de plata que representa a Rovigo y Feltre.
- Tercidado en palo (en el centro), por el Ducado de Milán, la figura del Biscione (en español: Gran Culebra) devorando a una persona.
- Sobre el todo, en escusón, la corona de hierro de Italia (888-1024), situada en un campo de oro con una bordura de gules.

El escudo propiamente dicho se encontraba rodeado por el collar de la Legión de Honor y lleva acolada un águila en su color y dos alabardas. Sobre la figura del águila podía observarse la Estrella de Italia, una estrella de cinco puntas, cargada con la mayúscula "N" que es la inicial de Napoleón. Este conjunto estaba colocado bajo el manto del nuevo reino, rematado con la corona heráldica del Reino de Italia bajo dominio napoleónico.

## Reino de Italia
Entre 1848 y 1861, una secuencia de eventos condujo a la independencia y unificación de Italia (excepto de Venecia, Roma, Trento y Trieste, que se unieron con el resto de Italia en 1866, 1870 y 1918 respectivamente); este período de la historia italiana se conoce como el Risorgimento (resurgimiento). Durante este período, el tricolor verde, blanco y rojo se convirtió en el símbolo que unió todos los esfuerzos del pueblo italiano hacia la libertad y la independencia.
El tricolor italiano, desfigurado con el escudo de armas de la Casa de Saboya, fue adoptado por primera vez como bandera de guerra por el ejército del Regno di Sardegna-Piemonte (Reino de Cerdeña- Piamonte) en 1848. En su Proclamación al pueblo lombardo-veneciano, Charles Albert dijo "... para mostrar más claramente con carteles exteriores el compromiso con la unificación italiana, queremos que nuestras tropas (...) tengan el escudo de Saboya colocado en la bandera tricolor italiana". Como las armas se mezclaban con el blanco de la bandera, se veía azur fimbriado, siendo el azul el color dinástico. El 15 de abril de 1861, cuando el Regno delle Due Sicilie (Reino de las Dos Sicilias) fue incorporado al Regno d'Italia (Reino de Italia), después de la derrota en la Expedición de los Mil liderada por Giuseppe Garibaldi, esta bandera y los escudos de armas de Cerdeña fueron declarados los símbolos del reino recién formado.
El 4 de mayo de 1870, 9 años después, la Consulta Araldica emitió un decreto sobre las armas, como con las armas sardas, dos leones rampantes en oro sosteniendo el escudo, llevando en cambio solo la cruz de Saboya (como en la bandera) que ahora representa a toda Italia, con un casco coronado, alrededor del cual, los collares de la Orden Militar de Saboya, la Orden Civil de Saboya, la Orden de la Corona de Italia (establecida el 2 de febrero de 1868), la Orden de los Santos Mauricio y Lázaro, y la Orden Suprema de la Santísima Anunciación (con el lema FERT) fueron suspendidos. Los leones sostenían lanzas con la bandera nacional. Del casco cayó un manto real, envuelto por un pabellón bajo la Stellone d'Italia (Estrella de Italia), que pretendía proteger a la nación.
Después de 20 años, el 1 de enero de 1890, el exterior de las armas se modificó ligeramente más en consonancia con los de Cerdeña. El manto de piel y las lanzas desaparecieron y la corona se llevó del casco al pabellón, ahora cosido con cruces y rosas. En el casco se colocó la Corona de Hierro de Lombardía, bajo el escudo tradicional de Saboya (una cabeza de león alada), que, junto con el estandarte de Saboya de las antiguas armas sardas, sustituyó a la estrella de Italia. Estas armas permanecieron en uso oficial durante 56 años hasta el nacimiento de la República Italiana y continúan hoy como las armas dinásticas del jefe de la Casa de Saboya.
El 11 de abril de 1929, los leones de Saboya fueron reemplazados por Mussolini con fasces del escudo del Partido Nacional Fascista. Sin embargo, después de su destitución y arresto el 25 de julio de 1943, la versión anterior se restauró brevemente hasta que se adoptó el emblema de la nueva República Italiana, después del referéndum institucional sobre la forma del Estado, celebrado el 2 de junio de 1946. celebrada en Italia como Festa della Repubblica (en español: Día de la República).

## República Social Italiana
Las armas del efímero estado títere de la Alemania nazi en el norte de Italia, la República Social Italiana o República de Saló, como se la conocía comúnmente, eran las del gobernante Partido Republicano Fascista, un águila plateada que sostenía un estandarte del tricolor invertido sobre un escudo cargado de fasces. El fascismo italiano deriva su nombre de las fasces, que simboliza la autoridad y/o "fuerza a través de la unidad". Las fasces se han utilizado para mostrar el imperium (poder) del Imperio Romano., y por lo tanto se consideró un símbolo heráldico apropiado. Además, el águila era igual al Aquila que llevaban las legiones romanas, por lo tanto tenía un significado militar.
Este escudo se había exhibido anteriormente junto a las armas reales desde 1927 hasta 1929, cuando este último se modificó para incorporar elementos de ambos.
El 25 de abril de 1945, conmemorado como Festa della Liberazione (en español: Día de la Liberación), cayó el gobierno de Benito Mussolini. La República Social Italiana había existido durante algo más de un año y medio. Después del fin del régimen fascista, se volvió a adoptar el escudo del Reino de Italia, hasta 1948, cuando se creó un nuevo emblema para la recién creada República Italiana.

## Galería

Escudo del Reino napoleónico de Italia
Primera versión del escudo del Reino de Italia
Segunda versión del escudo del Reino de Italia
Versión del escudo del Reino de Italia impuesto por el régimen fascista